# Europese kampioenschappen acrobatische gymnastiek 2007
De Europese kampioenschappen acrobatische gymnastiek 2007 waren door Union Européenne de Gymnastique (UEG) georganiseerde kampioenschappen voor acrogymnasten. De 23e editie van de Europese kampioenschappen vond plaats van 21 tot 28 oktober 2007 in het Nederlandse 's-Hertogenbosch.

## Resultaten

### Duo's
| Discipline | Goud                                | Zilver                                | Brons                                  |
| ---------- | ----------------------------------- | ------------------------------------- | -------------------------------------- |
| Dames      | Raushaniya Khakimova Alena Ploskova | Katsiaryna Murashko Alina Yushko      | Elizabeth Oliver Katie Axten           |
| Heren      | Sergey Popov Mykola Shcherbak       | Konstantin Pilipchuk Alexei Dudchenko | Mark Fyson Christopher Jones           |
| Gemengd    | Maria Kovtun Anton Glazkov          | Thi Phuong Tao René Tausendfreund     | Anastasia Zharnasek Siarmei Bykmautsou |

### Groep
| Discipline    | Goud                                                           | Zilver                                                              | Brons                                                 |
| ------------- | -------------------------------------------------------------- | ------------------------------------------------------------------- | ----------------------------------------------------- |
| Dames trio    | Emily Grove Casey Morrison Victoria Lamkin                     | Olga Vorchuk Anna Gorbatenko Olena Nepytaeva                        | Corinne Van Hombeeck Maaike Croket Soen Geirnaert     |
| Heren kwartet | Denys Kriuchkov Andrii Lytvak Roman Urazbakiyev Andriy Bilozor | Ruslan Uryasiev Sergey Maximov Denis Cherevatov Teymuraz Gurgenizde | Adam McAssey Adam Buckingham Alex Uttley Samuel Sturt |

1978 ·
1979 ·
1980 ·
1982 ·
1984 ·
1985 ·
1986 ·
1987 ·
1988 ·
1989 ·
1990 ·
1991 ·
1992 ·
1993 ·
1994 ·
1995 ·
1996 ·
1997 ·
1999 ·
2001 ·
2003 ·
2005 ·
2007 ·
2009 ·
2011 ·
2013 ·
2015 ·
2017 ·
2019 ·
2021 ·